# Megszentelt Élet Intézményeinek és az Apostoli Élet Társaságainak Kongregációja
A Megszentelt Élet Intézményeinek és az Apostoli Élet Társaságainak Kongregációja  (latinul: Congregatio pro Institutis Vitae Consecratae et Societatibus Vitae Apostolicae),  a Római Kúria egyik hivatala (dikasztériuma), amely elsősorban a katolikus szerzetességgel kapcsolatos kérdésekben jár el.

## Története és feladatai
A Megszentelt Élet Intézményeinek és az Apostoli Élet Társaságainak Kongregációját V. Szixtusz pápa alapította Szerzetesi Konzultációs Kongregáció néven 1586. május 27-én. 1601-ben a Püspöki Kongregáció része lett. X. Piusz pápa 1908-ban Szerzetesi Kongregáció néven újra önállóvá tette. Jelenlegi nevét II. János Pál 1988. június 28-án kelt Pastor Bonus apostoli rendelkezésével kapta.
Jogköre kiterjed a római katolikus egyházban lévő szerzetesrendekre, a világi intézményekre és az apostoli élet társaságaira. Joghatósága van mindazon téren, melyet a jog az Apostoli Szentszékre ruház, például a szerzetesrendek szabályzatainak jóváhagyása, működésük felügyelete. Ugyanígy felügyeletük alatt állnak a remeték, illetve a harmadrendek kérdései is.

## Vezetése
| Fénykép | Név, beosztás                            | Országa       | Kinevezés dátuma |
| ------- | ---------------------------------------- | ------------- | ---------------- |
|         | João Braz de Aviz bíboros prefektus      | Brazília      | 2011. január 4.  |
|         | José Rodríguez Carballo OFM érsek titkár | Spanyolország | 2013. április 6. |

## Korábbi prefektusok
- Ignazio Masotti (1886 - 1888)
- Isidoro Verga (1888 - 1896))
- Girolamo Maria Gotti, O.C.D. (1899 - 1902)
- José de Calasanz Félix Santiago Vives y Tutó, O.F.M. Cap. (1908 - 1913)
- Ottavio Cagiano de Azevedo (1913 - 1915)
- Domenico Serafini, O.S.B. (1916 - 1916)
- Diomede Angelo Raffaele Gennaro Falconio, O.F.M. (1916 - 1917)
- Giulio Tonti (1917 - 1918)
- Raffaele Scapinelli di Leguigno (1918 - 1920)
- Teodoro Valfrè di Bonzo (1920 - 1922)
- Camillo Laurenti (1922 - 1929)
- Alexis-Henri-Marie Lépicier, O.S.M. (1928 - 1935)
- Vincenzo Lapuma (1935 - 1943)
- Luigi Lavitrano (1945 - 1950)
- Valerio Valeri (1953 - 1963)
- Ildebrando Antoniutti (1963 - 1973)
- Arturo Tabera Araoz, C.M.F. (1973 - 1975)
- Eduardo Francisco Pironio (1975 - 1984)
- Jean Jérôme Hamer, O.P. (1984 - 1992)
- Eduardo Martínez Somalo (1992 - 2004)
- Franc Rodé, C.M. (2004 - 2011)